# Eigentliches China

China zur Zeit seiner größten territorialen Ausdehnung während der Qing-Dynastie (1820):

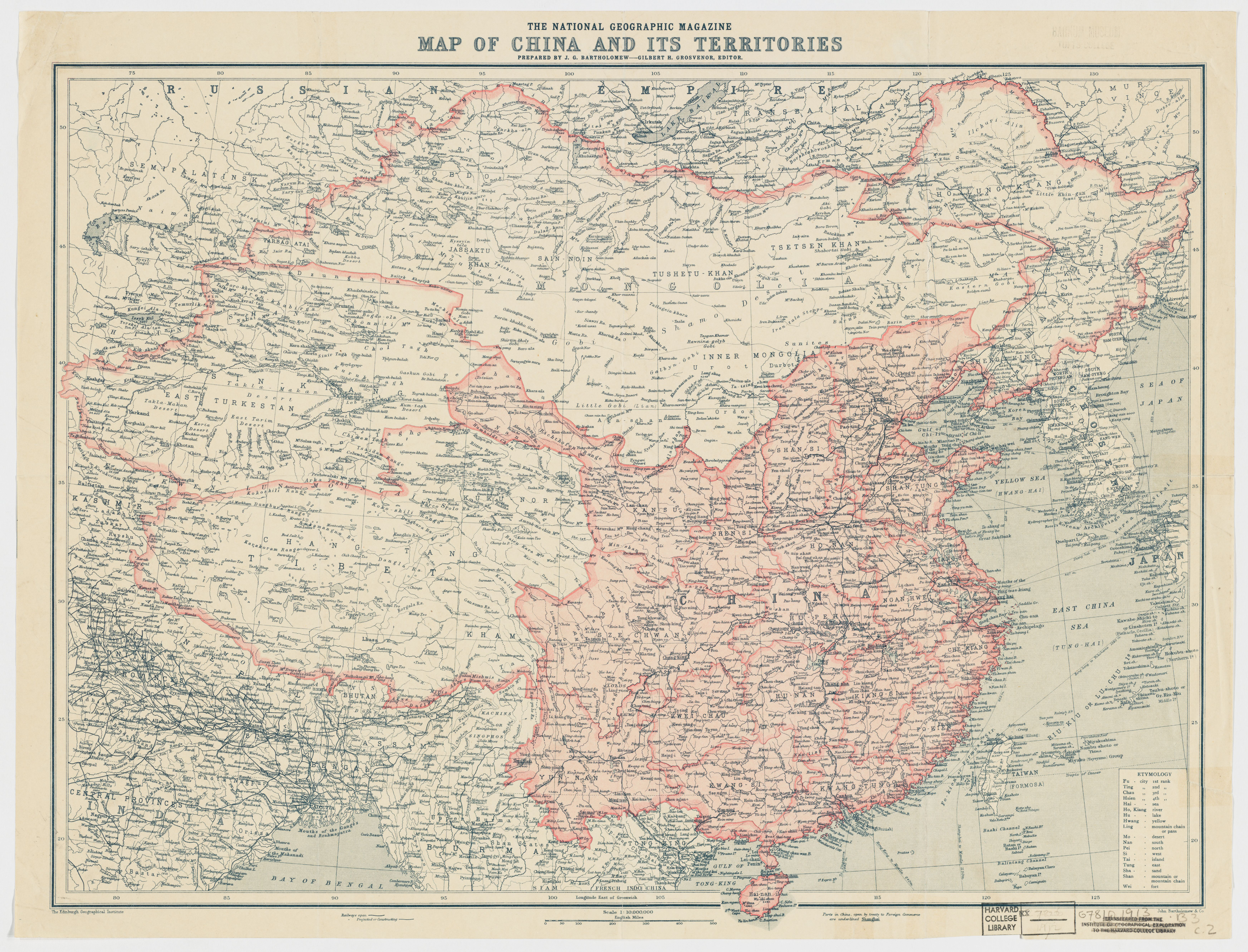
Karte der National Geographic Society aus dem Jahr 1912, die das Eigentliche China klar abgegrenzt zu den Randgebieten Tibet, Xinjiang (Sinkiang), Mongolei und Mandschurei zeigt

Das eigentliche China (chinesisch 中國本土 / 中国本土, Pinyin Zhōngguó Běntǔ, alternativ 中國本部 / 中国本部,  Zhōngguó Běnbù, englisch China proper) ist eine in der westlichen Sinologie verwendete Bezeichnung für jene Regionen Chinas, welche in der chinesischen Geschichte meistens Teil chinesischer Reiche waren und auch heute von Han („Chinesen“) besiedelt sind. Außerhalb des eigentlichen Chinas stehen die historisch nur zeitweise von China beherrschten Gebiete Xinjiang, innere und äußere Mongolei, Tibet, Qinghai sowie die Mandschurei. Die alternativen Bezeichnungen lauten, engeres China oder inneres China (關內十八省 / 关内十八省,  Guānnèi Shíbā Shěng, kurz 關內 / 关内,  Guānnèi; alternativ 內地十八省 / 内地十八省,  Nèidì Shíbā Shěng – „18 Provinzen des inneren Gebiets“, kurz 內地 / 内地,  Nèidì).

## Die 18 Provinzen
Weitgehend synonym verwendet wird der Ausdruck 18 Provinzen (十八行省,  Shíbā Xíngshěng), die seit dem ausgehenden 18. Jahrhundert das Gebiet des eigentlichen China abdecken. Es handelt sich um die (mit Ausnahme Zhilis, das 1928 verkleinert und in Hebei umbenannt wurde) bis heute bestehenden folgenden Provinzen:
- Anhui
- Fujian
- Gansu
- Guangdong
- Guangxi
- Guizhou
- Hubei
- Henan
- Hunan
- Jiangsu
- Jiangxi
- Shanxi
- Shaanxi
- Shandong
- Sichuan
- Yunnan
- Zhejiang
- Zhili

## Begriffsbestimmung
Der Begriff „Inneres China“ ist ein neuzeitlich geprägter und beschreibt am ehesten die Situation während der Qing-Dynastie des 18. und frühen 19. Jahrhunderts. Die Tang-Dynastie beherrschte das „Innere China“ und zeitweilig auch größere Teile der Mandschurei und Zentralasiens. Die Song-Dynastie regierte dagegen nur das „Innere China“ und dieses zuletzt auch nur zum Teil. Die Yuan-Dynastie fügte den Nordosten, Teile Sibiriens, die Mongolei und Yunnan zum Herrschaftsgebiet hinzu. Die Ming-Dynastie behauptete Yunnan und Teile des Nordostens, nicht aber die Mongolei und Sibirien. Unter der Qing-Dynastie erreichte China seine größte Ausdehnung.

## Status Taiwans
In neuerer Zeit gibt es vor dem Hintergrund des Taiwan-Konflikts Auseinandersetzungen um die Frage, ob die Insel Taiwan Teil des Inneren Chinas ist. Insbesondere viele taiwanische Publizisten und Politiker, sowie einige Historiker verneinen dies. Die Insel wurde erst relativ spät, im Jahr 1683 in das Kaiserreich der Qing-Dynastie eingegliedert. Sie wurde zunächst administrativ der Provinz Fujian, also einer der inneren Provinzen Chinas zugeordnet. Jedoch waren lange Zeit große Teile der Insel nicht unter effektiver Kontrolle der Qing, sondern von indigenen austronesischen Völkern beherrscht. Strukturell ähnelte Taiwan damit eher einer äußeren Besitzung, wie beispielsweise Xinjiang, so die Argumentation der besagten Historiker. Dem kann allerdings entgegengehalten werden, dass Taiwan im Gegensatz zu vielen anderen „äußeren Provinzen“ schon frühzeitig nach der chinesischen Inbesitznahme durch Einwanderung eine Han-chinesische Bevölkerungsmehrheit erlangte und damit Teil des chinesischen Kulturraums wurde. Als sich eine drohende Annexion der Insel durch imperialistische ausländische Mächte abzeichnete, wurde Taiwan 1887 zu einer (der 19.) Provinz erhoben, um seine Zugehörigkeit zu China zu festigen. Diesen Rang hatte es aber nur acht Jahre, bis es tatsächlich 1895 von Japan annektiert wurde.

## Ähnliche oder komplementäre Begriffe

### Han-China

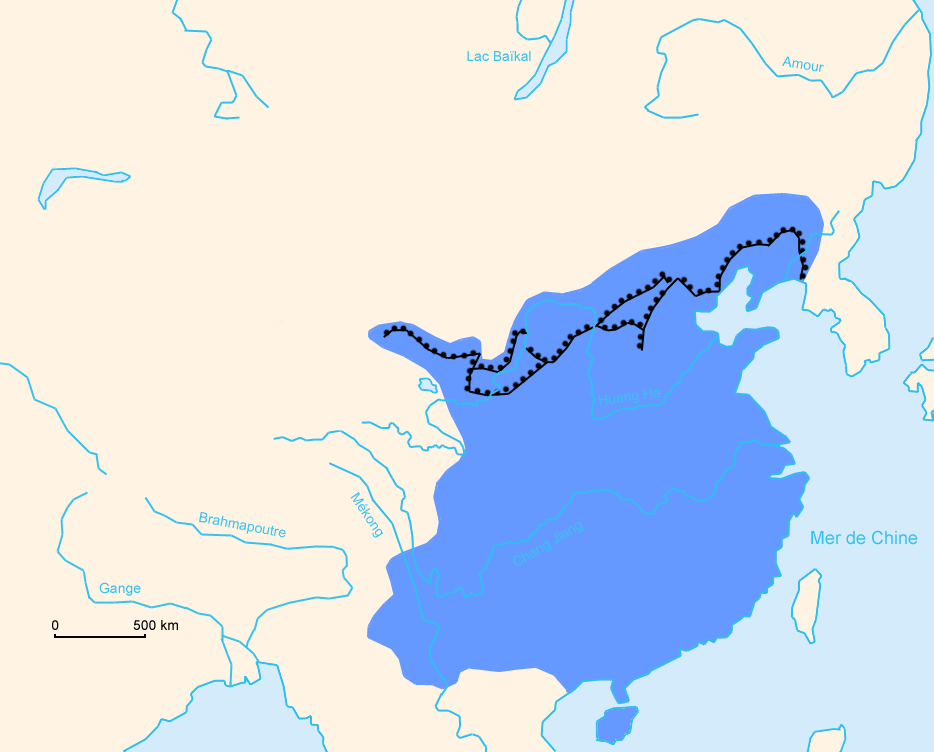
China zur Zeit der Ming mit der Großen Mauer. Der blau dargestellte Bereich entspricht im Wesentlichen dem Siedlungsgebiet der Han.

Das „Innere China“ ist weitgehend identisch mit dem historischen Kern-Siedlungsgebiet der Han (漢地 / 汉地,  Hàndì – „Han-Boden, Han-Gebiet“, alternativ 漢疆 / 汉疆,  Hànjiāng – „Han-Territorium“). Eine gewisse Sonderrolle nehmen dabei die beiden südlichen Provinzen Yunnan und Guangxi ein, da hier Nicht-Han-Völker einen bedeutsamen Bevölkerungsanteil einnehmen. Yunnan wird auch deswegen von manchen Autoren nicht zum Inneren China gezählt.

### Großchina
Der Begriff „Großchina“, gelegentlich auch „Größeres China“ (大中華 / 大中华,  Dà Zhōnghuá, englisch Greater China), kann als Komplementärbegriff zum „Inneren China“ gesehen werden. Der Begriff ist allerdings sehr viel unschärfer als jener, da er in vielen verschiedenen Kontexten verwendet wurde und wird. Er kann in einem territorialen Sinne gemeint sein und z. B. die Volksrepublik China und Taiwan, oder sogar in einem maximalen Sinne das ganze Gebiet des ehemaligen Qing-Reichs umfassen. Er kann auch kulturell verstanden werden und neben Kern-China die chinesische Kultur im Ausland – in Südostasien, Australien, den Vereinigten Staaten, Kanada usw. – bezeichnen.